# Conophorus
Conophorus är ett släkte av tvåvingar. Conophorus ingår i familjen svävflugor.

## Dottertaxa tillConophorus, i alfabetisk ordning[1]
- Conophorus aduncus
- Conophorus aegyptiacus
- Conophorus aktashi
- Conophorus albellus
- Conophorus alpicola
- Conophorus anatolicus
- Conophorus antennatus
- Conophorus asiaticus
- Conophorus atratulus
- Conophorus auratus
- Conophorus bellus
- Conophorus bivittatus
- Conophorus bombyliformis
- Conophorus brunneus
- Conophorus caucasicus
- Conophorus chinensis
- Conophorus chinooki
- Conophorus collini
- Conophorus columbiensis
- Conophorus cristatus
- Conophorus decipiens
- Conophorus engeli
- Conophorus fallax
- Conophorus fenestratus
- Conophorus flavescens
- Conophorus fuliginosa
- Conophorus fuminervis
- Conophorus fuscipennis
- Conophorus glaucesens
- Conophorus gorodkovi
- Conophorus gracilis
- Conophorus greeni
- Conophorus griseus
- Conophorus hamilkar
- Conophorus heteropilosus
- Conophorus hiltoni
- Conophorus hindlei
- Conophorus kozlovi
- Conophorus limbatus
- Conophorus lowei
- Conophorus luctuosus
- Conophorus lusitanicus
- Conophorus macroglossus
- Conophorus mauritanicus
- Conophorus melanoceratus
- Conophorus mongolicus
- Conophorus monticola
- Conophorus nigripennis
- Conophorus nobilis
- Conophorus obesulus
- Conophorus painteri
- Conophorus pamirorum
- Conophorus paraduncus
- Conophorus pictipennis
- Conophorus pseudaduncus
- Conophorus pusilla
- Conophorus rjabovi
- Conophorus rossicus
- Conophorus rufulus
- Conophorus sackenii
- Conophorus simplex
- Conophorus storthus
- Conophorus syriacus
- Conophorus talyshensis
- Conophorus turkestanicus
- Conophorus ussuriensis
- Conophorus validus
- Conophorus virescens